# Psalm 42

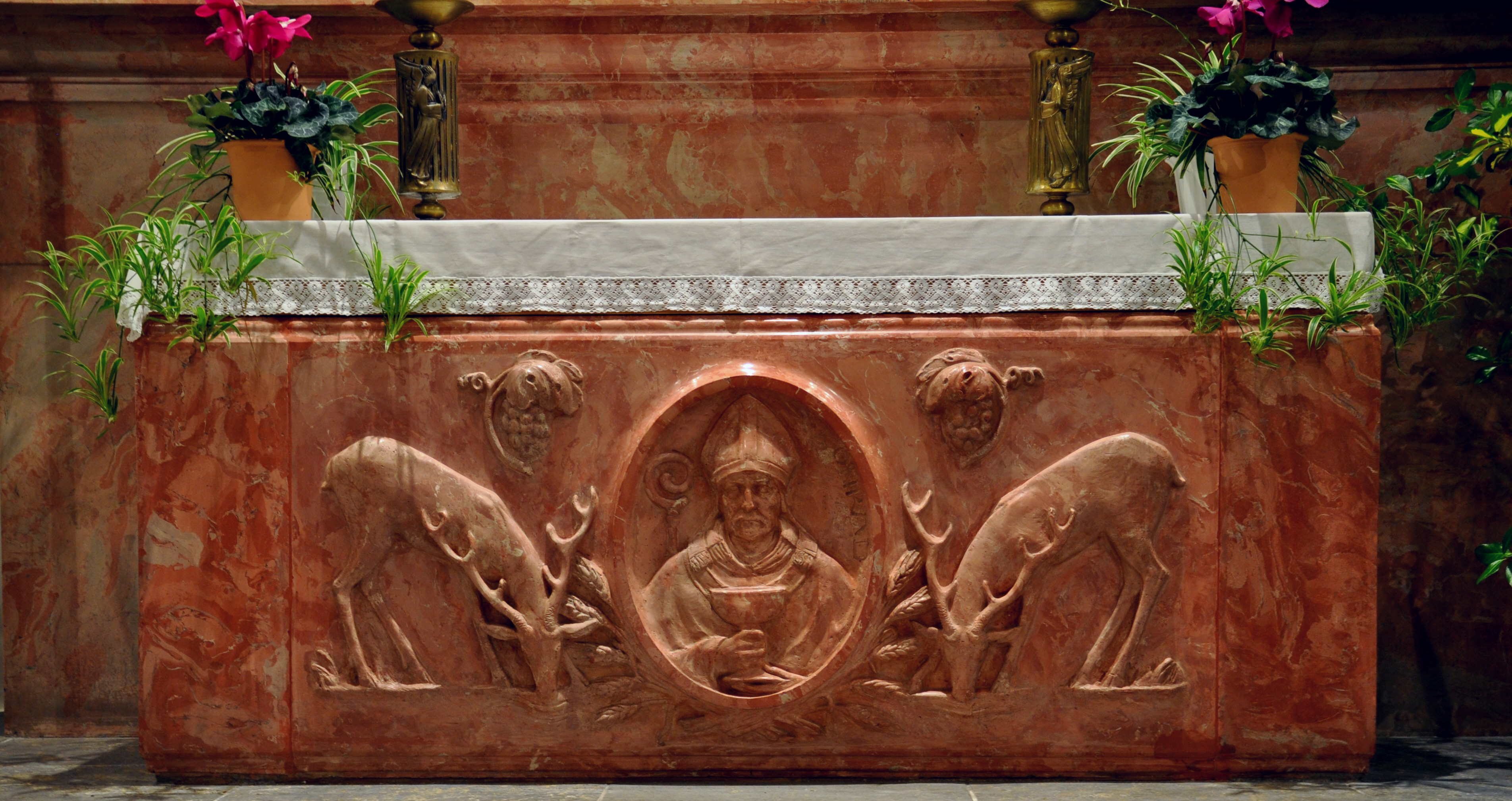
Ołtarz kościoła katolickiego w Saint Lucia w Ostrach, zawierający ilustrację drugiego wersetu psalmu 42

Psalm 42 – jeden z utworów zgromadzonych w biblijnej Księdze Psalmów. W Septuagincie psalm ten nosi numer 41.
Psalm 42 wydaje się być ściśle powiązany pod względem literackim z Psalmem 43. Wiele przesłanek wskazuje, iż te dwa psalmy stanowiły niegdyś jeden spójny utwór. Pierwszy werset wskazuje na autorstwo Synów Koracha. Treść utworu skupia się na psalmiście, który doznaje cierpienia i poczucia opuszczenia przez Boga Jahwe. Modląc się wspomina swoje wcześniejsze doświadczenia z Bogiem, doznawane podczas religijnych obrzędów. Ufność, o której mówi psalmista zdaje się wskazywać jedynie na chwilowe opuszczenie przez Boga.
Werset 5 może dotyczyć obrzędu, w którym psalmista mógł brać udział.
Istnieje hipoteza, że odniesienie się w wersecie 7 do Jordanu i Hermonu oraz w wersecie 8 zwrot huk wodospadów może wskazywać, iż dom Boży oznacza sanktuarium w Dan w Królestwie Północnym (znajduje się ono w pobliżu miejsca gdzie wody Jordanu mają swój początek). 
Termin hebrajski nepesz tłumaczony jako dusza odnosi się tutaj do całej osoby żyjącej.